# 에린 웨이
에린 웨이(Erin Way, 1987년 9월 13일 ~ )는 미국의 배우, 텔레비전 배우, 영화배우이다.
포틀랜드에서 태어났다.

## 영화
- 앱선스 (2013년) - 리즈 역
- 둔비 (2013년) - 루시 역
- 낫 댓 퍼니 (2012년) - 크리스틴 역
- 콜렉션 (2012년) - 애비 역
- 디트로이트 1-8-7 (2010년)
- 미라클맨 (2010년)